# Кеткеофомфоне, Билли
Билли Кеткеофомфоне (фр. Vilayphone Ketkeophomphone; род. 24 марта 1990, Шампиньи-сюр-Марн) — лаосский и французский футболист, нападающий сборной Лаоса.

## Карьера
Начал футбольную карьеру в клубе «Страсбур», за который играл до 2011 года. Дебютировал в матче Лиги 3 против «Бастии» 1 декабря 2009 года.
20 мая 2011 года перешёл в клуб Швейцарской Суперлиги «Сьон», заключив 5-летний контракт. Но уже 31 января 2012 года контракт был расторгнут. Тогда Билли подписал контракт на 4 года с «Туром».
16 июня 2015 года подписал контракт с клубом Лиги 1 «Анже».